# Cobalt(II) ferricyanide
Cobalt(II) ferricyanide là một hợp chất vô cơ, một muối của cobalt và acid ferricyanic có công thức hóa học Co3[Fe(CN)6]2, tinh thể màu đỏ, không tan trong nước.

## Điều chế
- Phản ứng của cobalt(II) nitrat và kali ferricyanide sẽ tạo ra kết tủa:

{\displaystyle {\mathsf {3Co(NO_{3})_{2}+2K_{3}[Fe(CN)_{6}]\ \xrightarrow {} \ Co_{3}[Fe(CN)_{6}]_{2}\downarrow +6KNO_{3}}}}

## Tính chất vật lý
Cobalt(II) ferricyanide tạo thành tinh thể màu đỏ thuộc hệ tinh thể lập phương, nhóm không gian F m3m, các hằng số mạng tinh thể a = 1,034 nm, Z = 2.
Nó không tan trong nước.

## Hợp chất khác
Co3[Fe(CN)6]2 còn tạo một số hợp chất với NH3, như:
- Co3[Fe(CN)6]2·4NH3·6H2O (chất rắn vô định hình màu cacao);
- Co3[Fe(CN)6]2·8NH3 (bột màu nâu socola).[2]